# Желіба Володимир Іванович
Володимир Іванович Желіба (24 лютого 1934, село Журавка, Варвинський район, Чернігівська область, Українська РСР, СРСР — 21 жовтня 2013) — радянський та український політичний діяч, дипломат. Депутат Верховної Ради УРСР 10—11-го скликань. Народний депутат України 1-го скликання. Кандидат у члени ЦК КПУ (1981—1986). Член ЦК КПУ 1986—1991.

## Освіта
У 1952 — вступив до Уманського сільськогосподарського інституту.
Закінчив:
- Уманський сільськогосподарський інститут імені О. М. Горького (1957).
- Академію суспільних наук при ЦК КПРС (1980).

## Кар'єра
Член КПРС з 1956 року.
З червня 1957 року — агроном-ентомолог Тростянецької МТС Заложцівського району Тернопільської області.
З червня 1958 року — головний агроном, начальник районної сільськогосподарської інспекції у Заложцівському районі.
З квітня 1961 року — головний державний інспектор по закупівлі у Заложцівському районі Тернопільської області.
З квітня 1962 року — 2-й секретар Заложцівського районного комітету КПУ; заступник секретаря парткому колгоспно-радгоспного управління.
З травня 1963 року — інструктор, консультант відділу організаційно-партійної роботи, інспектор ЦК КПУ.
З листопада 1971 по 1973 рік — 1-й заступник голови виконавчого комітету Тернопільської обласної Ради депутатів трудящих.
З квітня 1973 по 1978 рік — секретар Чернігівського обласного комітету Компартії України.
З вересня 1978 по 1980 рік — слухач Академії суспільних наук при ЦК КПРС.
З березня 1980 року — голова виконкому Кіровоградської обласної Ради народних депутатів.
З 6 квітня 1990 року — голова Кіровоградської обласної Ради народних депутатів.
З 4 березня 1990 року — Народний депутат України 1-го скликання
З лютого 1991 по лютий 1992 — сумістив посаду голови Кіровоградської обласної Ради та голови Кіровоградського облвиконкому.
З лютого 1992 року — член комісії ВР України з питань розвитку місцевого самоврядування.
З березня 1992 по січень 1998 — Надзвичайний та Повноважний посол України в Республіці Білорусь.
З квітня 1998 року — радник міністра України з питань надзвичайних ситуацій та у справах захисту населення від наслідків Чорнобильської катастрофи.

## Нагороди
- два ордени Трудового Червоного Прапора (1974, 1976);
- орден «Знак Пошани» (1971);
- орден Дружби народів (1984);
- орден «За заслуги» III ст. (.06.1997)[5];
- почесна грамота Кабінету Міністрів України (.02.2004)[6];
- медалі.